# Hard-Ons
Gli Hard-Ons sono un gruppo hardcore punk australiano, con liriche caratterizzate da un forte umorismo e da temi leggeri e che si definiscono una via di mezzo tra Sex Pistols, Ramones, Kiss e Beach Boys.

## Storia del gruppo

### Gli inizi: 1982-1990
Il gruppo si forma nel 1982, a Sydney, grazie al chitarrista Blackie, che decide di mettere insieme un complesso dopo aver visto alla TV i Sex Pistols suonare Pretty Vacant. Il primo ad essere reclutato nel gruppo è il batterista Keish De Silva, che è anche il migliore amico di Blackie, e più tardi il bassista Ray Ahn. Inizialmente il gruppo si fa chiamare Dead Rats e successivamente The Plebs, ma alla fine opta per Hard-Ons (erezioni), in quanto è un nome che non sarebbe sicuramente piaciuto a genitori e professori. Nel 1985 viene pubblicato dalla Vi-Nil Records il primo lavoro del gruppo, un EP, intitolato Surfin' on My Face, che raggiunge il secondo posto nella classifica australiana dei dischi indipendenti. L'anno successivo vede l'uscita di Smell My Finger, un mini-lp pubblicato dalla Waterfront Records (che pubblicherà i futuri lavori fino al 1999 in Australia).
Intanto il trio riscuote successi nel Vecchio Continente, grazie all'etichetta inglese Vinyl Solution che ristampa i primi lavori e che pubblicherà in Europa tutti gli altri lavori del gruppo fino al 1999. Nel 1988 viene pubblicato quello che viene considerato il miglior album del gruppo, Dickcheese, che raggiunse la top 20 delle chart indipendenti statunitensi e si svolge anche il primo tour in Europa del gruppo insieme ai The Stupids, coi quali incidono e pubblicano il mini LP No Cheese. L'anno successivo il gruppo è impegnato in un tour europeo e americano per promuovere l'album Love is a Battlefield of Wounded Hearts. Però il massimo successo commerciale del trio è dato dall'album Yummy!, del 1990, che contiene anche delle session con Captain Sensible dei The Damned. Sempre lo stesso anno il gruppo pubblica il singolo Let There Be Rock, cover degli AC/DC con Henry Rollins dei Black Flag, che resta in vetta alle classifiche per molte settimane.

### Dal 1990 fino allo scioglimento
Tra il 1990 e il 1991 il gruppo fa un tour che tocca 21 nazioni, che li vede di spalla anche a Ramones e Butthole Surfers. L'anno successivo il gruppo fa da spalla ai Red Hot Chili Peppers durante il loro tour australiano e pubblica un altro lavoro, Dateless Dudes Club, che contiene quattro inediti e quattro canzoni dal vivo che viene prodotto da Thee Slayer Hippy dei Poison Idea, il quale produrrà l'anno successivo l'album Too Far Gone, che comunque non raggiungerà le vendite di Yummy!.
Nel 1994 il gruppo collabora coi Poison Idea all'EP Test e poco dopo i tre decidono di intraprendere nuove strade: Blackie and Ray formano i Nunchukka Superfly e pubblicano un album, con Joel Ellis alla batteria, mentre Keish va a suonare con i Malibu Stacey. Sempre lo stesso anno, Ray con il fratello Ariel e Joel dei Nunchukka Superfly, pubblicano Sketches of Stanmore sotto il nome di Toulouse.

### Reunion e nuove produzioni
Nel 1997 gli Hard-Ons sono ancora tutti insieme e in tour e nel 2000 viene pubblicato l'ennesimo album This Terrible Place..., stavolta per la Chatterbox in Australia e per la Bad Taste Records in Europa. Nel 2001 avviene però la definitiva dipartita di Keish, che viene sostituito da Pete Kostic. Nel 2003 il trio pubblica un nuovo album Very Exciting ed è di nuovo in tour per tutto il mondo. Nel 2006 il gruppo annuncia di voler pubblicare un doppio album, ma alla fine l'idea tramonta e verranno pubblicati due album in due anni: si tratta di Most People Are a Waste of Time del 2006 e Most People Are Nicer Than Us, dell'anno successivo. A questi album torna a collaborare anche Keish, dopo la dipartita del 2001, che affiancherà anche la band durante il tour per la promozione dei due album, ma nel solo ruolo di cantante, lasciando il compito dietro alle pelli a Pete.

## Formazione
- Keish De Silva - voce, batteria (1982-2001) - voce (2005-presente)
- Peter "Blackie" Black - chitarra, voce
- Ray Ahn - basso
- Pete Kostic - batteria (2002-presente)

## Discografia

### Album
- 1986 - Smell My Finger
- 1987 - Hot for Your Love Baby
- 1988 - Dickcheese
- 1989 - Love is a Battlefield of Wounded Hearts
- 1991 - Yummy!
- 1992 - Dateless Dudes Club
- 1993 - Too Far Gone
- 1995 - Hard-Ons Live (Europa)
- 2000 - This Terrible Place...
- 2003 - Very Exciting!
- 2006 - Most People Are a Waste of Time
- 2007 - Most People Are Nicer Than Us

### EP
- 1985 - Surfin' on My Face
- 1994 - Test
- 1999 - Yesterday & Today

### Raccolte
- 1986 - Hard-Ons Album (USA)
- 1987 - The Worst of (Europa)
- 1994 - A Decade of Rock
- 1994 - Singles
- 1999 - The Best of

### Singoli
- 1986 - Girl in the Sweater
- 1987 - All Set to Go
- 1987 - Busted b/w Suck n' Swallow
- 1988 - Just Being With You
- 1988 - Sick Of Being Sick
- 1990 - Where Did She Come From?
- 1991 - Dull
- 1991 - Let There Be Rock (con Henry Rollins)
- 1992 - She's a Dish
- 1993 - Crazy Crazy Eyes
- 1999 - You Disappointed Me (Germania)
- 1999 - Shark's Head (Spagna)
- 2005 - There Goes One of the Creeps that Hassled My Girlfriend